# Branden i Sveasalen

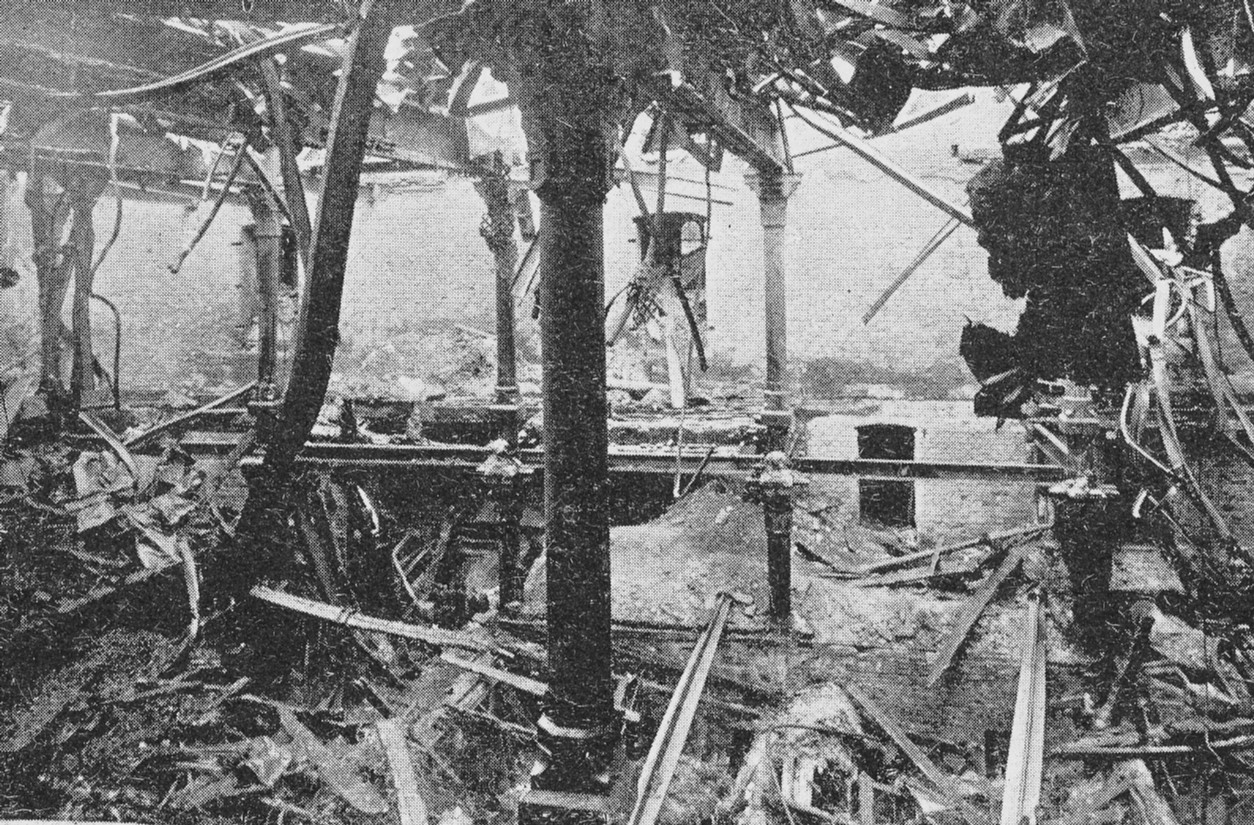
Den förstörda Sveasalen.

Branden i Sveasalen ägde rum den 5 mars 1899 och totalförstörde Sveasalen belägen mellan Hamngatan och Smålandsgatan på Norrmalm i Stockholm. Den nya Sveasalen öppnades 1901.

## Brandförloppet

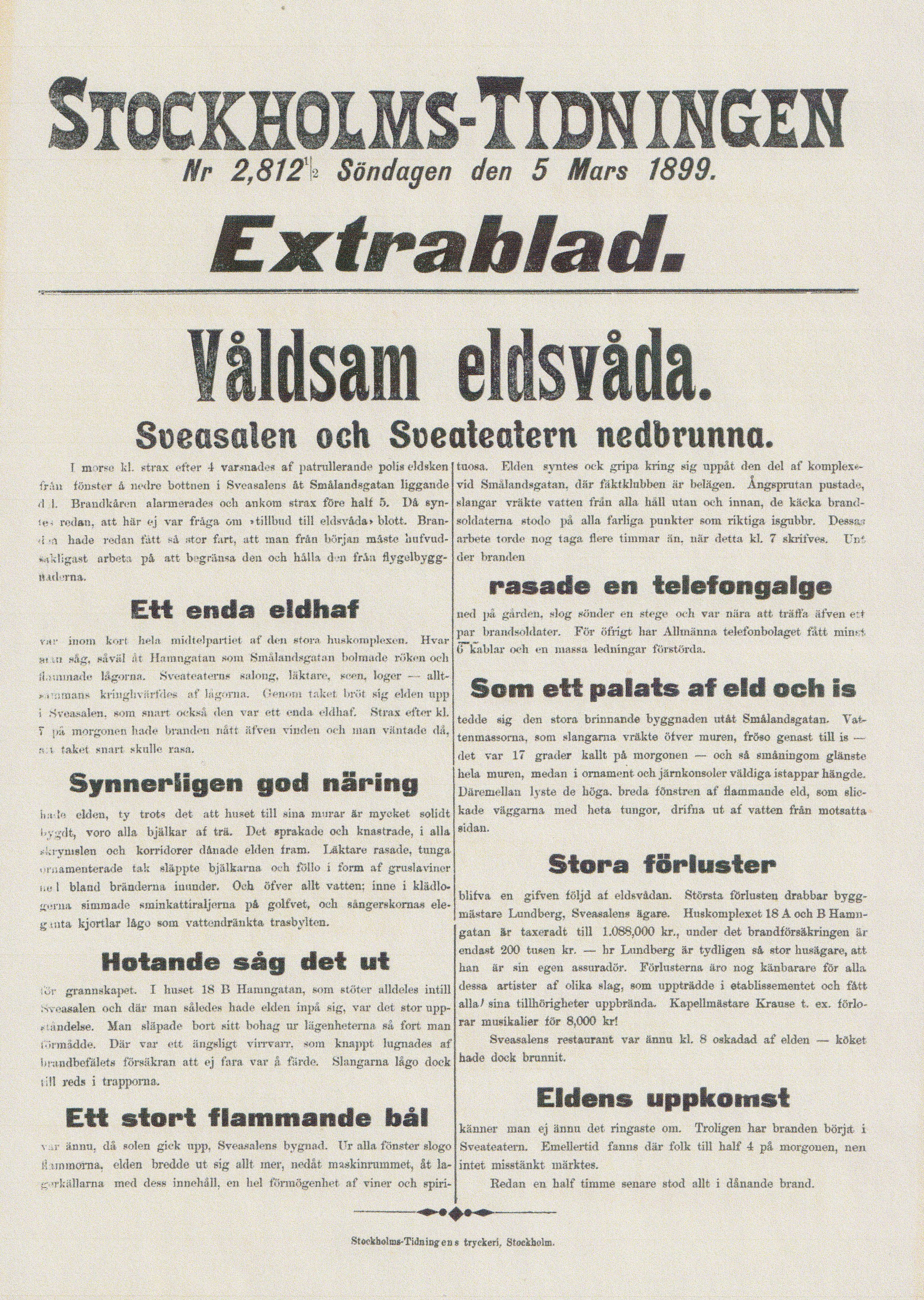
Löpsedel i S-T, 1899.

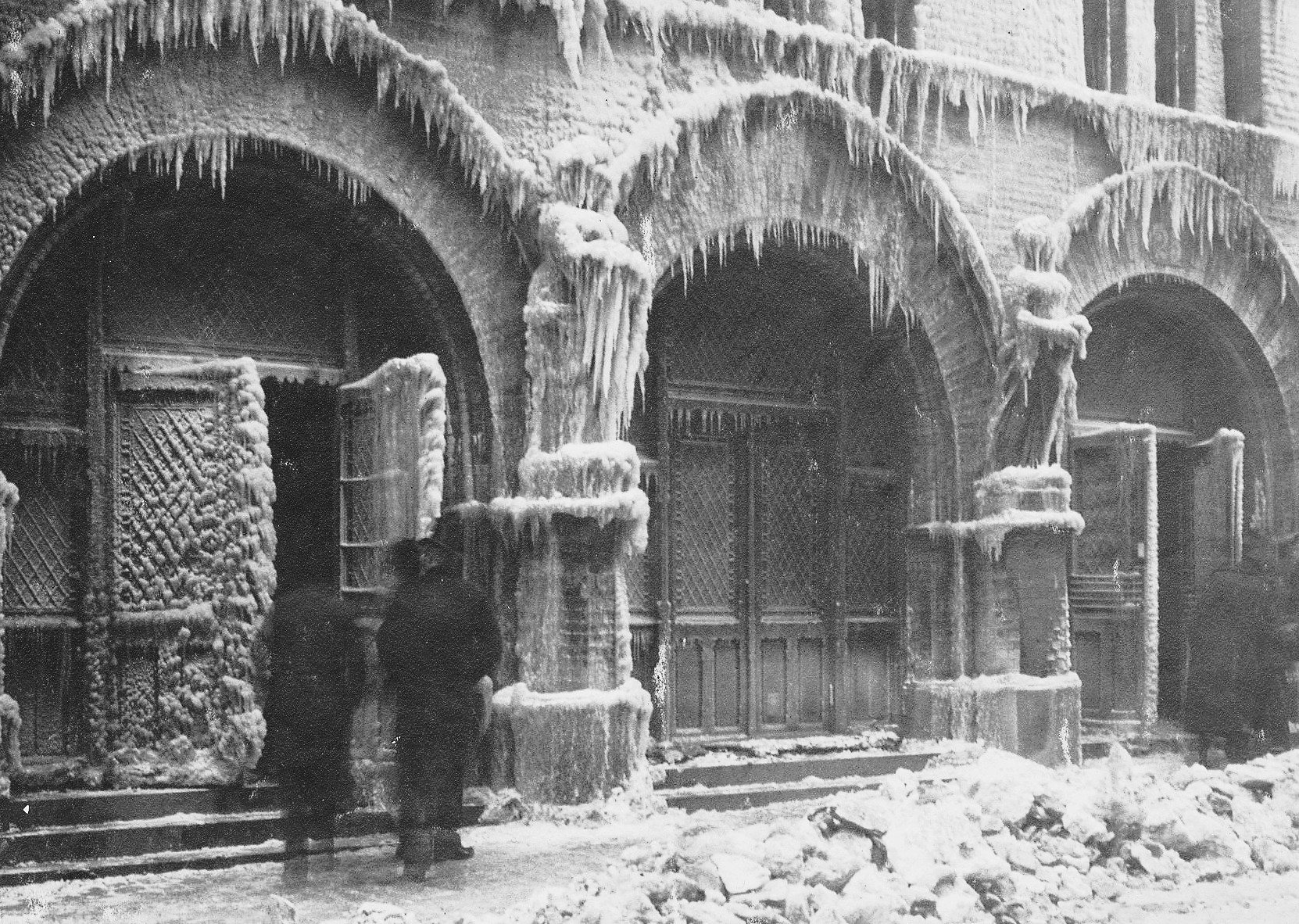
Släckvattnet frös till istappar.

Branden utbröt söndagen den 5 mars 1899 klockan 4 på morgonen när en patrullerande polisman såg ett eldsken från fönster i nedre botten av konsert- och varietélokalen Sveasalen. Sveasalen var en tillbyggnad mot Smålandsgatan av före detta Sparreska palatset. När brandmän från Johannes och Katarina brandstationer anlände cirka 30 minuter senare var byggnadskomplexets mittersta parti övertänt och man fick inrikta sig att hålla elden från flygelbyggnaderna. Genom bjälklaget bröt sig elden upp till Sveasalen. Salens salong, läktare, scen och loger försvann i lågorna. Läktaren rasade ner och det tunga ornamenterade taket störtade in. Det fanns gott om lättantändligt material i huset såsom stolar, kulisser och omfattande inredning av trä. Vid sjutiden på morgonen var Sveasalens byggnad ett enda eldhav.
Under branden rasade en telefonledningsgalge som slog i en brandstege och var nära att träffa några brandmän. Det rådde 17-18 minusgrader som ledde till att släckvattnet frös till långa istappar på husets fasader och vattenslangarna nästan frös fast i brandmännens händer. Som mest arbetade ett 70-tal brandmän med släckningen. Man lade ut tio slangledningar som matades från brandkårens ångspruta och från brandposter.
Eftersläckningsarbetena pågick till kvällen den 8 mars 1899. Ingen kom till skada men artisterna som brukade uppträda i Sveasalen förlorade sina tillhörigheter. Den största förlusten drabbade ägaren, byggmästaren Carl Oscar Lundberg. Anledning till branden förblev okänd.

## Efter Branden
Sveasalen byggdes upp igen, dock inte som en kopia av den gamla utan i modernare tappning efter ritningar av arkitekt Gustaf Wickman. Nöjesetablissemanget öppnade åter 1901. Lokalen eldhärjades åter 1909 men kunde snabbt återställas. Sveasalen revs slutligen 1913 tillsammans med Sparreska palatset. På platsen uppfördes varuhuset NK som stod färdigt 1915.

### Bilder

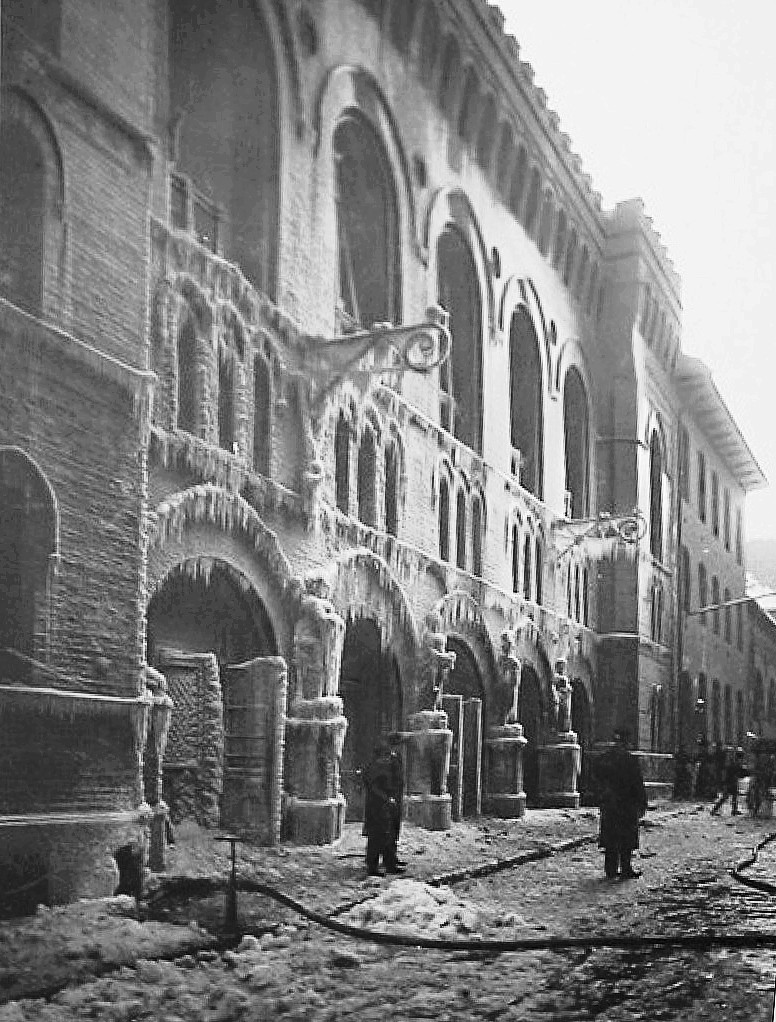
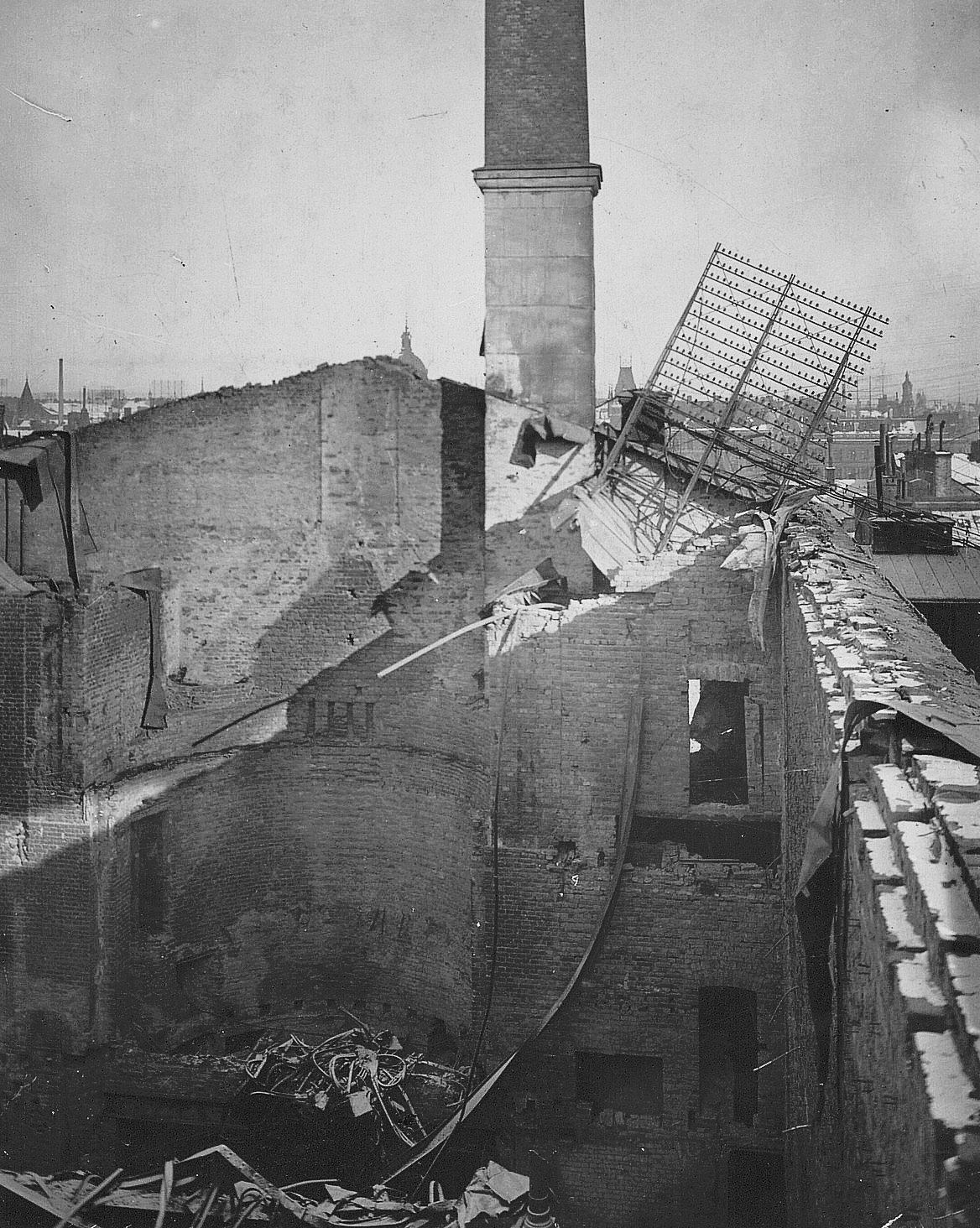
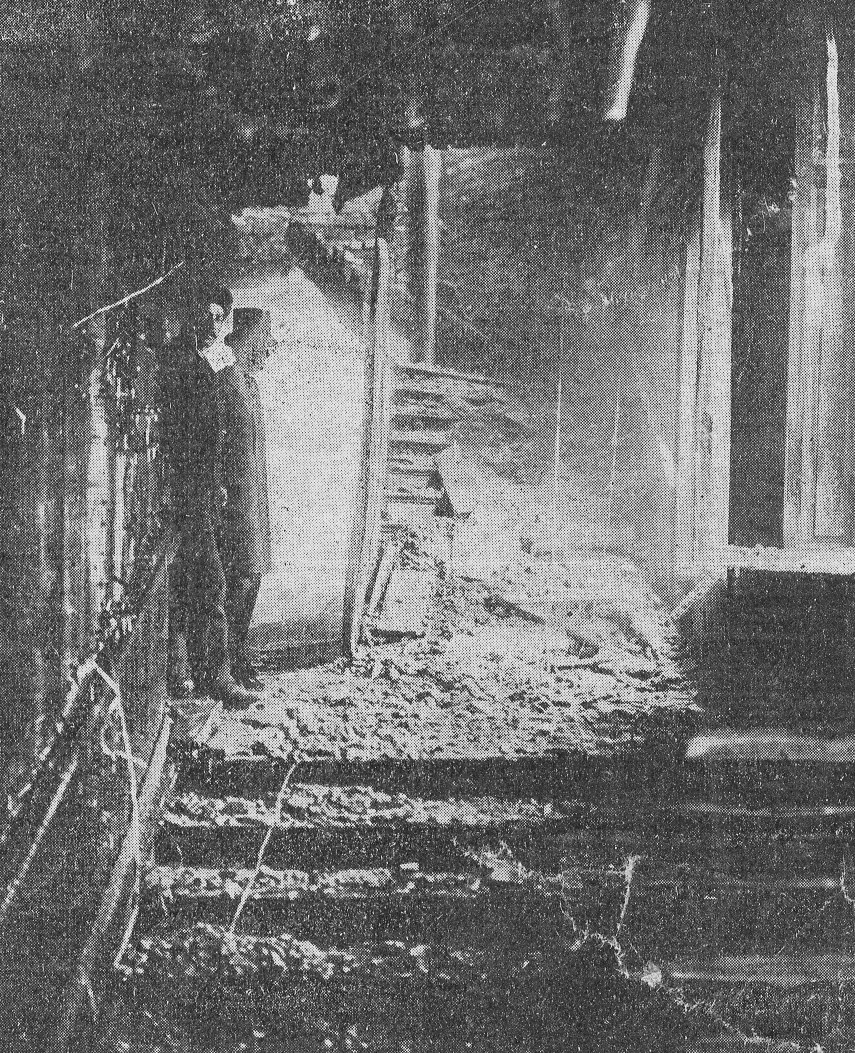
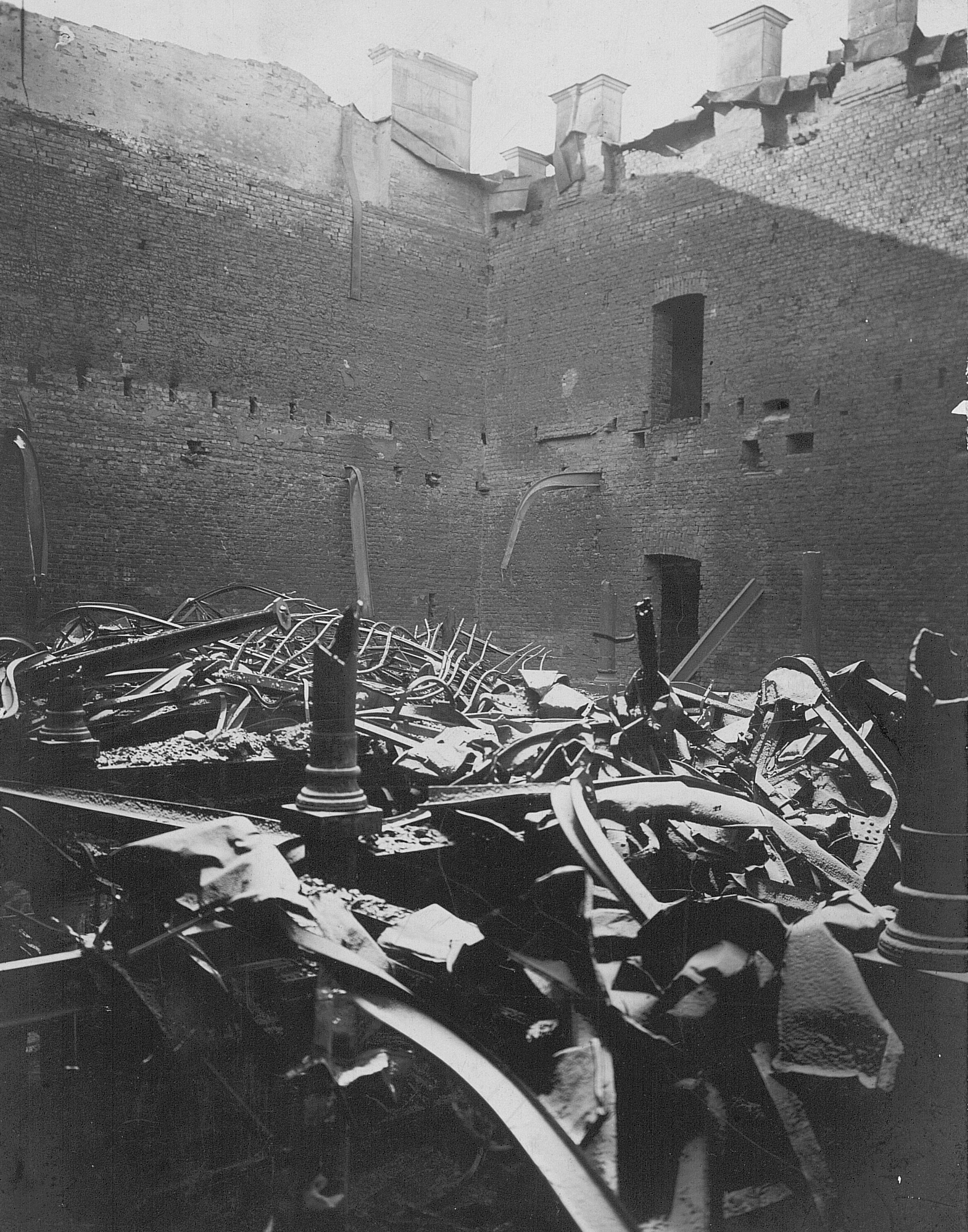